# Rosie the Riveter
Rosie the Riveter (Rosie la rebladora) és una icona cultural dels Estats Units que representa les dones que treballaren en la indústria de guerra durant la Segona Guerra Mundial, adoptant feines i rols prèviament destinades als homes que servien a l'exèrcit. El nom ha esdevingut un sinònim de feminisme i apoderament econòmic de les dones i ha inspirat diverses campanyes i representacions artístiques, particularment el cartell We Can Do It! que va esdevenir popular dècades després del conflicte.
El tema va aparèixer per primer cop amb motiu d'una cançó composta per Redd Evans i Jacob Loeb l'any 1942 i té el seu reflex en adaptacions similars en països com el Regne Unit, Canadà o Austràlia, on el treball de les dones també jugà un rol molt rellevant en la victòria.
Al any 2016 es va descobrir la veritable dona real inspiradora de la creació i va ser Naomi Parker Fraley que va ser retratada quan treballava a la Estació Naval Alameda en la següent foto.
Fraley va néixer a Tulsa, Oklahoma. Després de l'atac japonès a Pearl Harbor, se'n va anar a treballar a l'Estació Aèria Naval d'Alameda, una de les primeres dones en fer treball de guerra allà. Va morir al gener del 2018, a Longview, als 96 anys.